# 電弱相互作用
電弱相互作用（でんじゃくそうごさよう、英: electroweak interaction）とは、物理学において、電磁気力と弱い相互作用を統一した相互作用である。この理論を電弱統一理論という。質量のない粒子に質量を与えるため、ヒッグス機構が考案された。

## 内容
数学的には、電弱相互作用はゲージ群 SU(2)×U(1) で統一される。対応するゲージボソンは電磁相互作用の光子と、弱い相互作用のウィークボソン（WボソンとZボソン）である。標準模型において、ヒッグス機構によって SU(2)×U(1)Y から電磁相互作用の U(1)EM へ自発的に破れ、ウィークボソンは質量を獲得する。
添字は異なる U(1) であることを表しており、U(1)EM の生成子は Q=T3+Y で表される。Y は U(1)Y の生成子（ウィークハイパーチャージと呼ばれる）で、T3 は SU(2) の生成子（ウィークアイソスピンと呼ばれる）の内の1つである。
| ゲージ群     | SU(2)                                  | U(1)Y                    | U(1)EM                   |
| 生成子       | Ta (a=1,2,3)                           | Y                        | Q                        |
| ゲージボソン | {\displaystyle W_{\mu }^{a}} (a=1,2,3) | {\displaystyle B_{\mu }} | {\displaystyle A_{\mu }} |
| 結合定数     | g                                      | g'                       | e                        |

理論に含まれるパラメータは
- それぞれのゲージ群に対応する結合定数 g, g'
- ヒッグスポテンシャル項に含まれるパラメータ v, λ
- 湯川相互作用の結合定数 ye, yd, yu

なお、2つのゲージ結合定数の比を tanθw=g'/g としたとき、θwをワインバーグ角と呼ぶ。また、 e=g sinθw は電磁相互作用の結合定数（即ち素電荷）である。